# Tolerable Upper Intake Level

Risikobewertung von essentiellen Nährstoffen

Der Tolerable Upper Intake Level (kurz UL, deutsch etwa tolerierbare obere tägliche Einnahmemenge bzw. Tolerierbare Obergrenze für die tägliche Gesamtaufnahme) bezeichnet die maximale tägliche Gesamtzufuhr eines Nährstoffes oder Kontaminanten, welche für eine gesunde Bevölkerungsgruppe langfristig (bzw. auch im Laufe des Lebens) keine Entwicklung von Gesundheitsbeeinträchtigungen bzw. gesundheitlichen Nebenwirkungen erwartet werden.
Dabei soll der Begriff „Tolerable“ den höchsten Zufuhrwert bezeichnen, der mit einer ausreichend hohen Wahrscheinlichkeit aus biologischer Sicht toleriert werden kann. Der UL ist keine Zufuhrempfehlung.